# Poienile Izei
Poienile Izei (in ungherese Sajómező) è un comune della Romania di 1 001 abitanti, ubicato nel distretto di Maramureș, nella regione storica della Transilvania.
Il comune si trova a lungo la valle del fiume Iza, a circa 40 km da Sighetu Marmației.
Sul territorio di Poienile Izei si trova la chiesa lignea di Sf.Paraschiva, costruita nel 1604 e contenente un ciclo di affreschi del XVIII secolo. La chiesa, situata al centro del cimitero, fa parte del complesso delle Chiese lignee del Maramureș.